# Exorcistul III
Exorcistul III (în engleză The Exorcist III, cunoscut și ca The Exorcist III: Legion) este un film de groază scris și regizat de William Peter Blatty. În rolurile principale au interpretat actorii George C. Scott, Brad Dourif, Ed Flanders, Jason Miller, Scott Wilson și Nicol Williamson.
A fost produs de studiourile Morgan Creek Productions și a avut premiera la 17 august  1990, fiind distribuit de 20th Century Fox. Coloana sonoră a fost compusă de Barry De Vorzon[*]. 
Cheltuielile de producție s-au ridicat la 11 milioane $ și a avut încasări de 44 de milioane $.
Este al treilea film din seria Exorcistul, bazată pe romanele lui William Peter Blatty, după Exorcistul (1973) și Exorcistul II: Ereticul (1977), fiind urmat de Exorcistul: Începutul (2004) și Împărăția: Prolog la Exorcistul (2005).

## Distribuție
- George C. Scott - Lieutenant William F. Kinderman
- Ed Flanders - Father Joseph Dyer
- Jason Miller - Patient X / Damien Karras
- Scott Wilson - Dr. Temple
- Brad Dourif - James Venamun / The "Gemini Killer"
- Grand L. Bush - Sergeant Mel Atkins
- Nicol Williamson - Father Morning
- Nancy Fish - Nurse Emily Allerton
- Tracy Thorne - Nurse Amy Keating
- Barbara Baxley - Shirley
- Harry Carey Jr. - Father Kanavan
- George DiCenzo - Dr. Alan Stedman
- Tyra Ferrell - Nurse Blaine
- Lois Foraker - Nurse Merrin
- Don Gordon - Ryan
- Mary Jackson - Mrs. Clelia
- Zohra Lampert - Mary Kinderman
- Ken Lerner - Dr. Freedman
- Viveca Lindfors - Nurse X
- Lee Richardson - Father Riley
- Kevin Corrigan - Altar Boy
- Demetrios Pappageorge - Casperelli
- Jodi Long - Dream Woman
- Samuel L. Jackson - Blind Dream Man
- Amelia Campbell - Dream Girl
- C. Everett Koop - Himself
- Larry King - Himself
- Patrick Ewing - The Angel of Death
- Teresa Wright - Penitent
- Fabio - Angel
- Colleen Dewhurst - Pazuzu (voce)
- The Lennon Sisters - Angels